# Metz (entreprise)
Pour les articles homonymes, voir Metz (homonymie).
Metz est une entreprise allemande d'électronique. Son siège social se trouve à Zirndorf, en Bavière. C'est une des dernières entreprises à produire des téléviseurs en Allemagne. Elle a aussi produit du matériel photographique, notamment des flashes électroniques (marque "Mecablitz") et, dans les années cinquante, le premier reflex à obturateur central et objectifs interchangeables (modèle "Mecaflex").

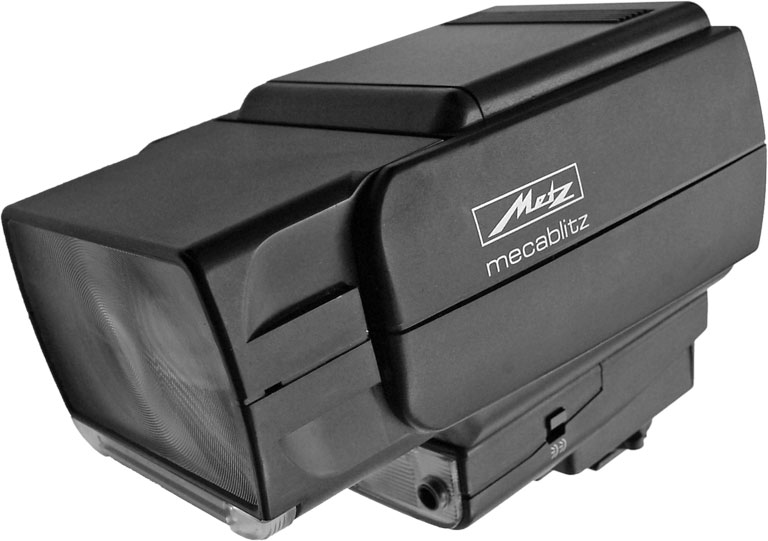
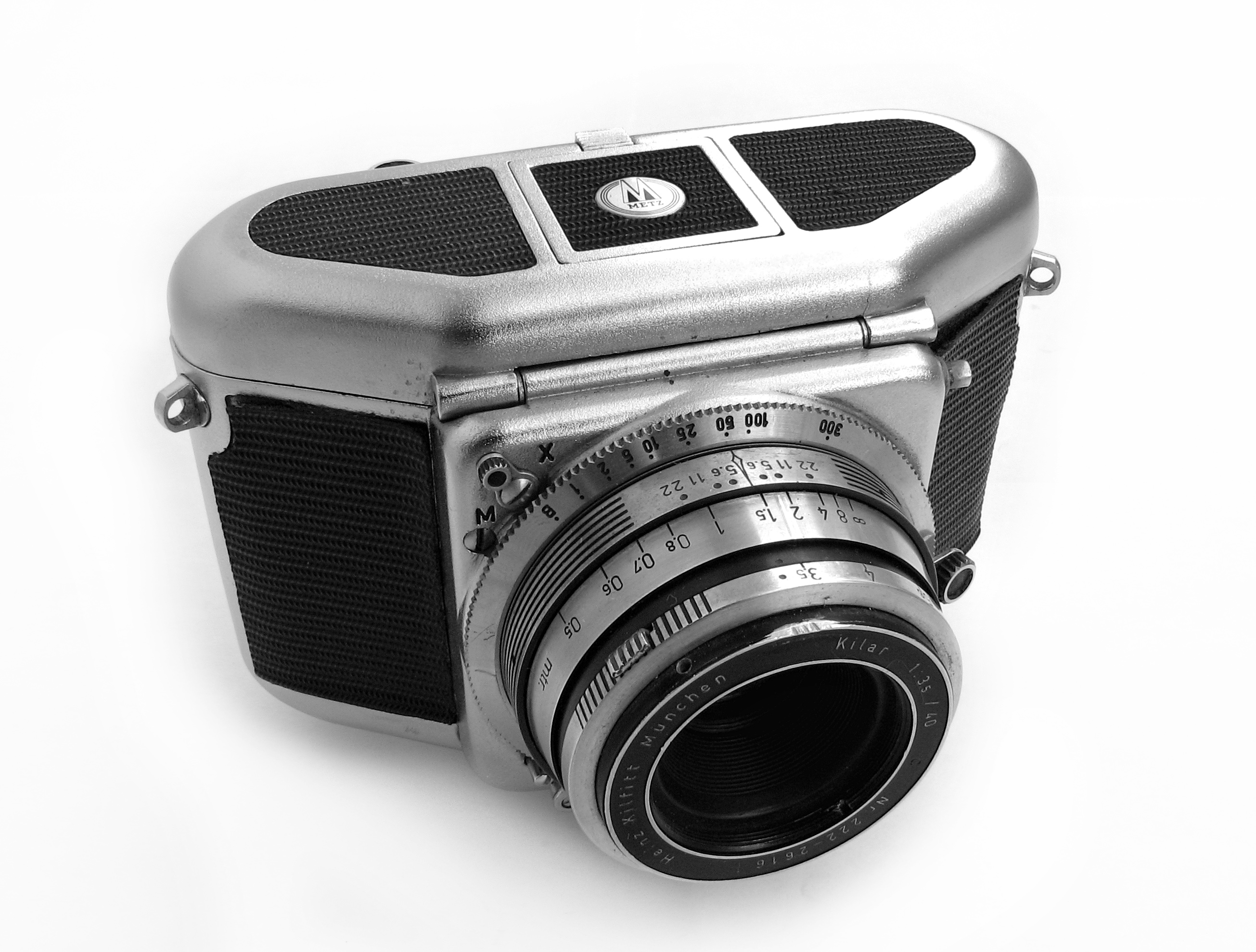